# Todd Sparks
Todd Sparks (* 9. Juni 1971 in Edmundston, New Brunswick) ist ein ehemaliger kanadischer Eishockeyspieler, der unter anderem für die Kaufbeurer Adler in der Deutschen Eishockey Liga (DEL) aktiv war.

## Karriere
Todd Sparks wurde im Entry Draft der Ligue de hockey junior majeur du Québec (LHJMQ) des Jahres 1988 in der ersten Runde von den Olympiques de Hull ausgewählt, für die er in den folgenden vier Jahren spielte. In 269 Begegnungen erziele er 300 Punkte und war damit seinerzeit der sechsterfolgreichste Scorer der Franchise-Geschichte. Die Transferrechte für die National Hockey League (NHL) sicherten sich die New York Islanders in der achten Runde des NHL Entry Draft 1991. Doch Sparks entschied sich zunächst für ein Studium an der University of New Brunswick, mit deren Eishockeyteam er in den folgenden drei Jahren am Spielbetrieb der Canadian Interuniversity Athletics Union (CIAU) teilnahm.
Seine Profilaufbahn begann in der Saison 1995/96 bei den Richmond Renegades, dem Farmteam der Islanders in der East Coast Hockey League (ECHL). In der Spielzeit 1996/97 gelang es ihm, sich bei den Fredericton Canadiens in der klassenhöheren American Hockey League (AHL) zu etablieren.
Ab 1997 war Sparks dann für Klubs in verschiedenen europäischen Ligen aktiv. Er schloss sich zunächst den Kaufbeurer Adlern an, die aber kurz nach Beginn der Saison 1997/98 ihren Spielbetrieb infolge einer Insolvenz einstellen mussten. Daraufhin wurde er vom Zweitligisten Iserlohner EC verpflichtet, bei dem er den verletzten Ian Hebert ersetzte. Weitere Stationen waren die Vojens Lions und der Esbjerg IK in Dänemark sowie die deutschen Zweitligisten Heilbronner EC und EV Duisburg. In der Saison 2002/03 gewann er mit den Boretti Tigers Amsterdam die niederländische Meisterschaft. Anschließend beendete er seine Karriere.
Zwischen 2004 und 2014 war Sparks als Assistenztrainer beim Eishockeyteam der University of New Brunswick tätig.

## Erfolge und Auszeichnungen
- 2003 Niederländischer Meister mit den Boretti Tigers Amsterdam

## Karrierestatistik
(Legende zur Spielerstatistik: Sp oder GP = absolvierte Spiele; T oder G = erzielte Tore; V oder A = erzielte Assists; Pkt oder Pts = erzielte Scorerpunkte; SM oder PIM = erhaltene Strafminuten; +/− = Plus/Minus-Bilanz; PP = erzielte Überzahltore; SH = erzielte Unterzahltore; GW = erzielte Siegtore; 1 Play-downs/Relegation; Kursiv: Statistik nicht vollständig)